# Excaliburman
Az Excaliburman egy válogatáslemez Lee Perry Black Ark korszakából.

## Számok
1. The Upsetters – Perry's Mood
2. Jah T – Hot Pipes
3. The Upsetters – Trinity Of Life
4. Deborah Keese – Travelling
5. Jackie Bernard – Economic Crisis
6. Lee Perry – Free Up The Prisoners
7. The Upsetters – Drum Rock
8. The Upsetters – Dub Organizer
9. The Upsetters – Jungle Fever

## Külső hivatkozások
- https://web.archive.org/web/20071022073433/http://roots-archives.com/release/269